# Moulage sur nature
 (février 2020).
Pour les articles homonymes, voir Lifecasting (homonymie).

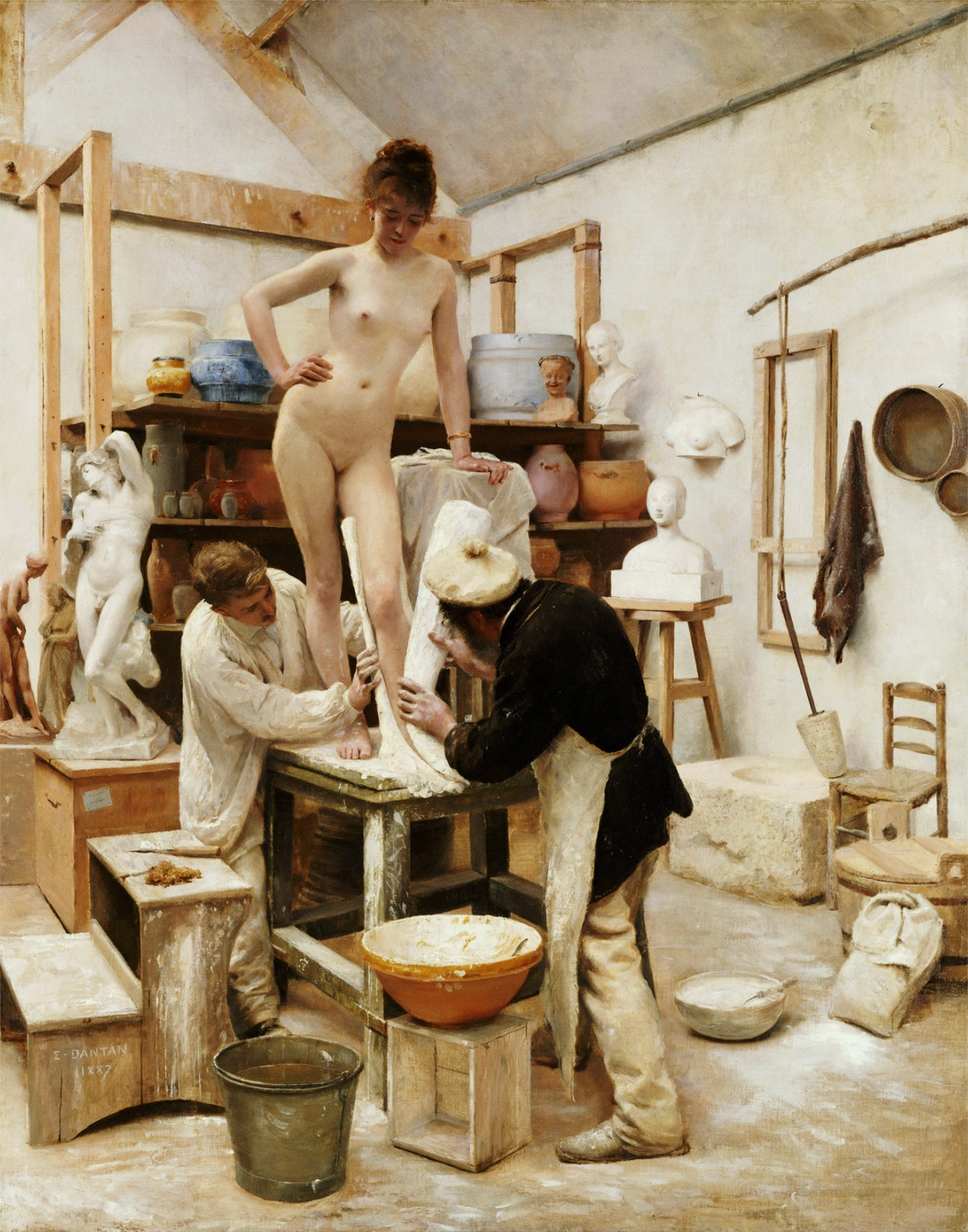
Édouard Joseph Dantan, Un moulage sur nature (1887), Tainan, musée Chimei.

Le « moulage sur nature », expression traduite de l'anglais "Lifecasting", appelé aussi « moulage sur modèle » ou « moulage sur le vif », désigne la création d'une copie en trois dimensions d'un corps humain vivant ou « modèle ».
Parfois, le modèle peut être un animal vivant ou mort, mais la plupart du temps il s'agit d'un être humain vivant sur lequel on applique un moule fait d'une substance fraiche ayant la propriété, une fois sèche, de garder l'empreinte du corps. Dans le moule ainsi obtenu, sera versée une matière liquide, généralement du plâtre, de la résine ou du bronze, qui en séchant reproduira à l'identique la forme du modèle
Bien souvent, les parties du corps les plus reproduites sont le torse, les mains, le visage, le ventre, mais le moulage peut aussi être pratiqué sur n'importe quelle partie du corps, voire sur sa totalité.

## Histoire
La technique du « moulage sur modèle » est apparue à l'Antiquité, Pline l'Ancien en attribuant l'invention à Lysistratos de Sycione vers l'an 324 avant notre ère.
Les masques funéraires comme celui attribué à Agamemnon par l'archéologue Heinrich Schliemann ou encore celui de Dante Alighieri sont aussi fabriqués à partir de ce procédé.

## Techniques de moulage
La technique pour créer un moule en trois dimensions se déroule selon les étapes suivantes :

### La fabrication du moule
- préparation du modèle : sur la peau et les cheveux du modèle est appliqué un corps gras pour empêcher que le matériau de moulage ne colle ;
- positionnement du modèle : il prend la pose désirée et la maintient ;
- façonnage du moule sur le modèle par application ;
- étape de renforcement ou séchage : le modèle maintient la pose le temps que la matière du moule durcisse
- démoulage : lorsque la matière servant à faire le moule a durci, on enlève le moule du corps du modèle.

En général, les sculptures du corps entier du modèle sont faites avec plusieurs moules des différentes parties du corps. Avant de procéder au moulage, il faut assembler les moules des différentes parties du corps pour obtenir un moule du corps entier.

### Le moulage de la sculpture
- remplissage du moule : le moule est rempli par le matériau de coulée et maintenu jusqu'à solidification complète ;
- production : après la solidification complète du matériau de coulée, on retire soigneusement le moule. Le moule peut être conservé ou non. Les moules en silicone peuvent être utilisés plusieurs fois ;
- finition : on enlève le matériau de moulage en excès, puis on procède au ponçage et éventuellement à la peinture.

## Matériaux pour le moulage et la coulée
Pour façonner le moule, on utilise divers matériaux tels que des pâtes faites à base d'algues marines (alginates) ou à base de produits synthétiques comme les silicones. Moins couramment, on utilise de la cire et de la gélatine. Les plâtres sont couramment utilisés afin de renforcer les formes.
Les matériaux les plus couramment utilisés pour l'injection sont le plâtre, le ciment, diverses argiles, le béton, le plastique, le métal, le verre ou des matières alimentaires comme le chocolat.

## Finalité
Le « moulage sur modèle » permet de créer des copies exactes de toute partie du corps. Il peut être utilisé dans divers domaines artistiques, comme la sculpture ou l'industrie audiovisuelle, avec notamment les animatroniques (tirées de la série de jeux d’horreur FNaF) mais il est également utilisé dans le domaine médical pour la création de prothèses.
Par exemple, on se servait de moulage pour garder le visage des morts au Moyen-Age et à la Renaissance. On faisait une empreinte en plâtre pour garder une image précis du mourant. Dante, Napoléon Ier ou encore Ambroise Paré ont subi ce traitement.